# Grumsfjord
De Grumsfjord is een meer in de regio Värmland van Zweden.
De Grumsfjord is door een engte gescheiden van de Åsfjord, op zich een randmeer van het grootste meer van Zweden, het Vänermeer. Rond die engte is de plaats Grums gevestigd. De Grumsfjord krijgt zijn water door allerlei riviertjes die (door andere meertjes) noord-zuid stromen en afkomstig zijn van het Värmeln, ook een meer.